# Sal Salvador
Sal Salvador (Monson (Massachusetts), 21 november 1925 - Stamford, 22 september 1999) was een Amerikaanse jazzgitarist en orkestleider van de modernjazz.

## Biografie
Sal Salvador begon zijn professionele carrière in 1945, ging in 1949 naar New York, werkte met Terry Gibbs, Mundell Lowe en in 1951 met de Radio City Music Hall Band. In 1953/1954 speelde hij in de band van Stan Kenton en werkte hij mee aan Kentons album New Concepts of Artistry in Rhythm, waarop hij te horen is als solist bij het nummer Inventions for Guitar and Trumpet. Vanaf 1954 leidde Salvador een eigen formatie en vanaf 1958 een bigband. Hij trad op tijdens het Newport Jazz Festival met Sonny Stitt en in de festivalfilm Jazz On A Summer's Day. Midden jaren 1960 leidde hij weer ensembles met kleinere bezettingen. Salvador was bovendien betrokken bij plaatopnamen met Eddie Bert, Lenny Hambro en Don Bagley. In latere jaren werkte hij voornamelijk als gitaardocent.

## Discografie
- 1958: Don Bagley Quintet: Jazz on the Rocks (Regent)
- 1958: Newport Jazz Festival 1958 - Mulligan in the Main, bevat een nummer van het Sonny Stitt & Sal Salvador Quintet (Phontastic)
- 2003: Phil Woods: Young Woods (Fresh Sound Records, 1956–1957/verschenen in 2003)

- Biblioteca Nacional de España: XX4919146
- Bibliothèque nationale de France: cb13899357s (data)
- Gemeinsame Normdatei: 13534848X
- International Standard Name Identifier: 0000 0001 1775 2194
- Library of Congress Control Number: n83196113
- MusicBrainz: b3467552-4ad8-4ceb-a93f-2a06e71d01f6
- Nationale Bibliotheek van Israël: 987007421192805171
- Nederlandse Thesaurus van Auteursnamen: 100609651
- SNAC: w64g4nh0
- Virtual International Authority File: 92584411
- WorldCat: E39PBJktrxYCQD96GRDD4xCvpP